# Decaschistia harmandii
Decaschistia harmandii là một loài thực vật có hoa trong họ Cẩm quỳ. Loài này được Pierre mô tả khoa học đầu tiên năm 1888.